# Língua A/B
Nomenclaturas do International Baccalaureat para Línguas:
- A língua A é a língua materna do aluno (ou quando o aluno é muito proficiente na mesma).
- As línguas B são todas as outras línguas que são línguas estrangeiras ao aluno.

No International Baccalaureat existe o Português A e o Português B.
Nas escolas internacionais há a possibilidade de abrir turmas de Português A e/ou Português B.
Isto acontece principalmente nos países cuja língua oficial é o Português (Portugal, Brasil, Angola, etc), mas também noutros como no Reino Unido.